# Таупатия
Таупатия — нейродегенеративное заболевание, связанное с патологическим слипанием тау-белка в так называемые нейрофибриллярные клубки в тканях мозга, что приводит к формированию тау-протеина. Его дальнейшая фиксация в клетках головного мозга в виде своеобразных патологических структур приводит к нарушению жизнедеятельности нейронов. 
К таупатиям относят такие нейродегенеративные заболевания, как болезнь Альцгеймера, прогрессирующий надъядерный парез взора, кортикобазальная дегенерация, болезнь «серебряного зерна», болезнь Пика.